# 케인 호더
케인 워런 호더(Kane Warren Hodder, 1955년 4월 8일 ~ )는 미국의 배우이다.

## 출연 작품
- 좀비 : 죽은 자들의 도시 (2019)
- 데스 하우스 (2018)
- 빅터 크라울리 (2017)
- 체크 포인트 (2017)
- 스머더드 (2016)
- 올모스트 머시 (2015)
- 어밴던드 인 더 다크 (2014)
- 찰리농장의 저주 (2014)
- 러브 인 더 타임 오브 몬스터즈 (2014)
- 룸 앤 보드 (2014, Room and Board)
- 섹스킬 (2014)
- 엑시트 투 헬 (2013)
- 태그 (2013)
- 위도우 크릭 (2013)
- 손도끼 3 (2013)
- 로빈후드-셔우드의 망령 (2012)
- 엑시트 33 (2011)
- 미친가족 (2011)
- 노 레스트 포 더 위키드 (2011)
- 칠러라마 (2011)
- 어플릭티드 (2010)
- 손도끼 2 (2010)
- 프로즌 (2010)
- 익스케이프 오브 더 리빙 데드 (2009)
- 제이슨이었던 이름의 남자: 13일의 금요일 30년 (2009)
- 번디: 언 아메리칸 아이콘 (2008)
- 본 (2007)
- 핵! (2007)
- 에드 게인: 플레인필드의 도살자 (2007)
- 폴른 엔젤 (2006)
- 손도끼 (2006)
- 룸 6 (2006)
- 레슬리 버논의 살인 일기 (2006)
- 2001 매니악스 (2005)
- 살인마 가족 2 (2005)
- 다크 울프 (2003)
- 그라인드 (2003)
- 몬스터 (2003)
- 데어데블 (2003)
- 제이슨 X (2001)
- 제페토 (2000)
- 일리언 5 (1998)
- 위시마스타 (1997)
- 와일드 디자이어 (1996)
- 스틸 프론티어 (1995)
- 메탈비스트 (1995)
- 캘리포니아 스플릿 (1974)
- 엘리게이터 (1980)
  - 엘리게이터 2 (1991)
- 고독한 늑대 (1983)
- 하드바디 (1984, Hardbodies)
- 성난 사자 (1986, Avenging Force)
- 하우스 2 (1987)
  - 하우스 4 (1992)
- 킬 나이트 (1987)
- 13일의 금요일 7: 새로운 살인 (1988)
  - 13일의 금요일 8: 맨하탄에 나타난 제이슨 (1989)
  - 라스트 프라이데이 (1993)
- 베스트 오브 더 베스트 (1989)
  - 베스트 오브 더 베스트 2 (1993)
- 복수무정 2 (1991)
- 이브의 선택 (1991)
- 굴리스 3 (1991)
- 언더시즈 (1992)
- 아빠 만들기 (1993)
- 유혹의 그림자 (1993, Rubdown)
- 펌프킨헤드 2 (1994)